# Áreas protegidas de Comoras

Comoros y las fronteras marinas con las posesiones francesas

En Comoras, según la IUCN, había, en 2024, 10 áreas protegidas con una superficie de 557 km2 de tierra, el 33,72 % de un total de 1653 km2 y 629 km2 de océano, el 0,38 % de un total de 164.493 km2, que se reparten en 6 parques nacionales, 3 sitios Ramsar y 1 reserva de la biosfera de la Unesco. Además, hay 3 sitios de la llamada Alliance for Zero Extinction (Alianza por la extinción cero), que comprende un centenar de ONG de conservación para prevenir la extinción de las especies, 4 sitios de importancia para las aves y 21 sitios considerados áreas clave de biodiversidad (Key Biodiversity Areas). En conjunto, se considera que en el país hay 96 especies de aves, 2 de anfibios, 28 de reptiles y 820 de peces.

## Parques nacionales

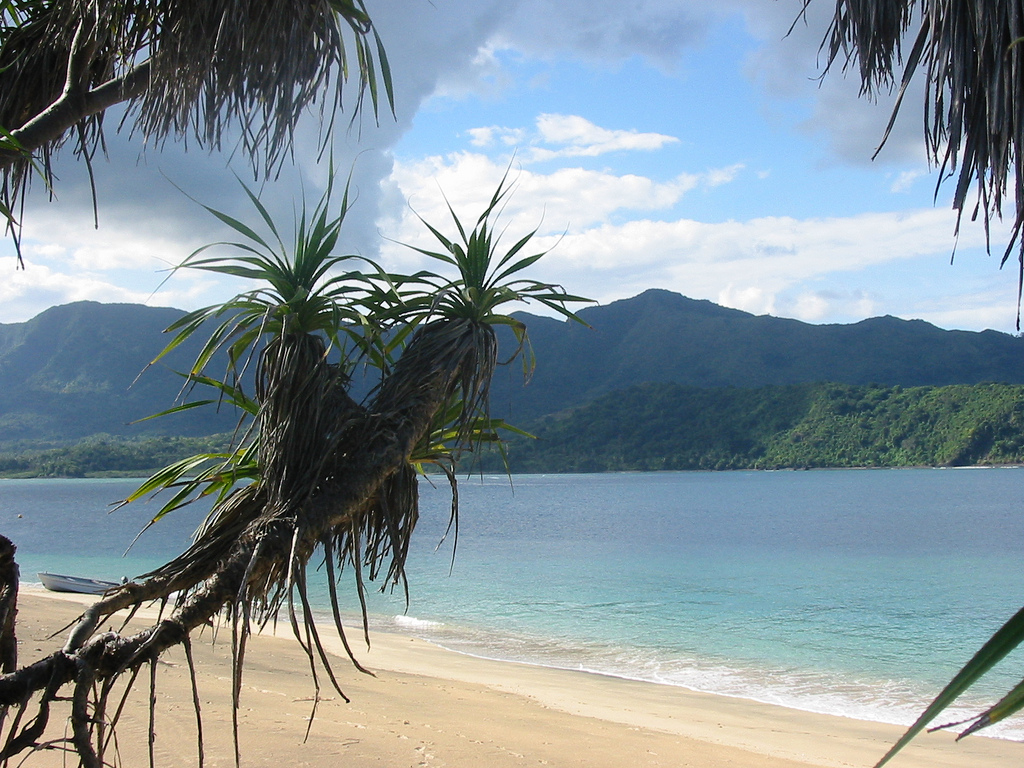
Playa de Mohéli

- Parque nacional de Mohéli, 643,42 km2. Área marina protegida desde 2010. La superficie terrestre de la isla es de 290 km2, el resto es océano.[2]

- Parque nacional del monte Ntringui, 79,14 km2, desde 2010. Incluye el monte Ntringui, el pico más alto de la isla de Anjouan (1595 m), el monte Trindrini (1474 m), al sudeste del anterior, el lago Dzialandzé, un lago de cráter, y el bosque de Moya, el mayor bosque de la isla. Las corrientes de agua han excavado profundos valles y circos rocosos en los flancos de la montaña. El lago Dzialandzé se encuentra a 900 m de altitud en un cráter en el flanco sudeste del monte Ntringui y cubre un área de 2 hectáreas. Es el hogar del zampullín común y un pez nativo de agua dulce. El bosque de Moya es un resto del antiguo bosque que cubría toda la montaña, con una extensión de 500 ha. Alberga dos tipos de murciélago, el murciélago frugívoro de Livingstone y el zorro volador de las Seychelles, así como el autillo de Anjouan y el lémur mangosta, una especie de primate estrepsirrino de la familia Lemuridae que habita las selvas de Madagascar y las islas Comores.[3]

- Parque nacional de Mitsamiouli Ndroude, 23,14 km2. Área marina protegida desde 2010, bordeando el norte de la isla de Gran Comora, entre las poblaciones de Mitsamiouli y Ndroude. Es una zona volcánica especialmente sensible al cambio climático y al ascenso del nivel del mar.[4][5]

- Parque nacional del Karthala, 262 km2. El Khartala es un volcán activo y el punto más alto de las Comoras, con 2361 m. Es el más meridional y amplio de los dos campos volcánicos que forman la isla de Gran Comora. Ha erupcionado más de 20 veces desde el siglo XIX, formando una caldera de 3 a 4 km de diámetro. Las últimas erupciones fueron en 2005 y 2006. Entre los 1200 y los 1800 metros, hay un bosque nuboso compuesto en las zonas altas por árboles raquíticos y brezales gigantes formados por Erica comorensis, que alcanza los dos metros y asciende hasta 2200 m de altitud. El bosque está amenazado por la agricultura. Alberga especies como el drongo de la Gran Comora, el papamoscas de las Comoras, el autillo de las Comoras y el anteojitos de la Gran Comora. Una zona de 142 km² ha sido designada zona de importancia para las aves por BirdLife, con especies como la paloma azul de las Comores, la fodia de cabeza roja, el zorzal de las Comores, el zarzalero de Gran Comora, el bulbul de la Gran Comora, el suimanga de Humblot, etc.[6]

- Parque nacional de Coelacanthe, 92,76 km2. Área marina protegida desde 2010 en la isla de Gran Comora. Es el hogar del celacanto y de un arrecife de coral al que acuden ballenas y delfines. De hecho, el nombre del parque debería ser 'Parque nacional del celacanto', una especie que se creía extinta desde el periodo Cretácico y que se ha encontrado en pocos sitios, como la costa oriental de Sudáfrica y las islas Célebes.

- Parque nacional de Shisiwani, 65 km2, en la isla de Anjouan. Incluye áreas terrestres, marinas y costeras en la península de Sima al oeste de la isla. Incluye un arrecife de coral y un bosque de manglares.[7]

## Sitios Ramsar

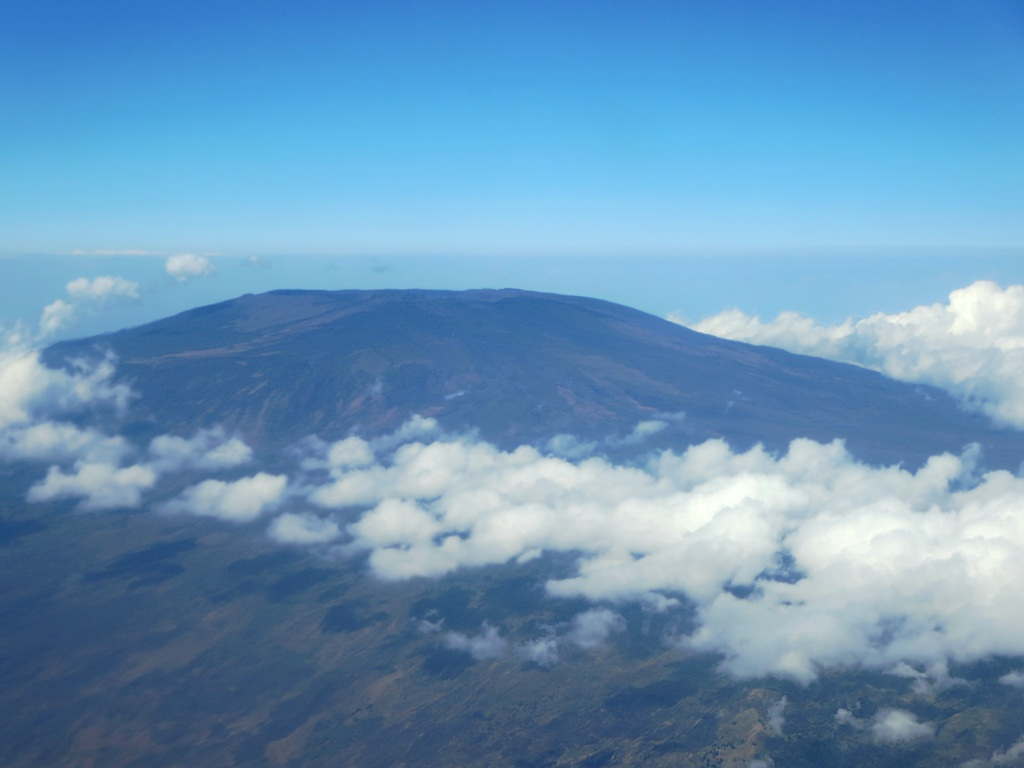
Monte Karthala

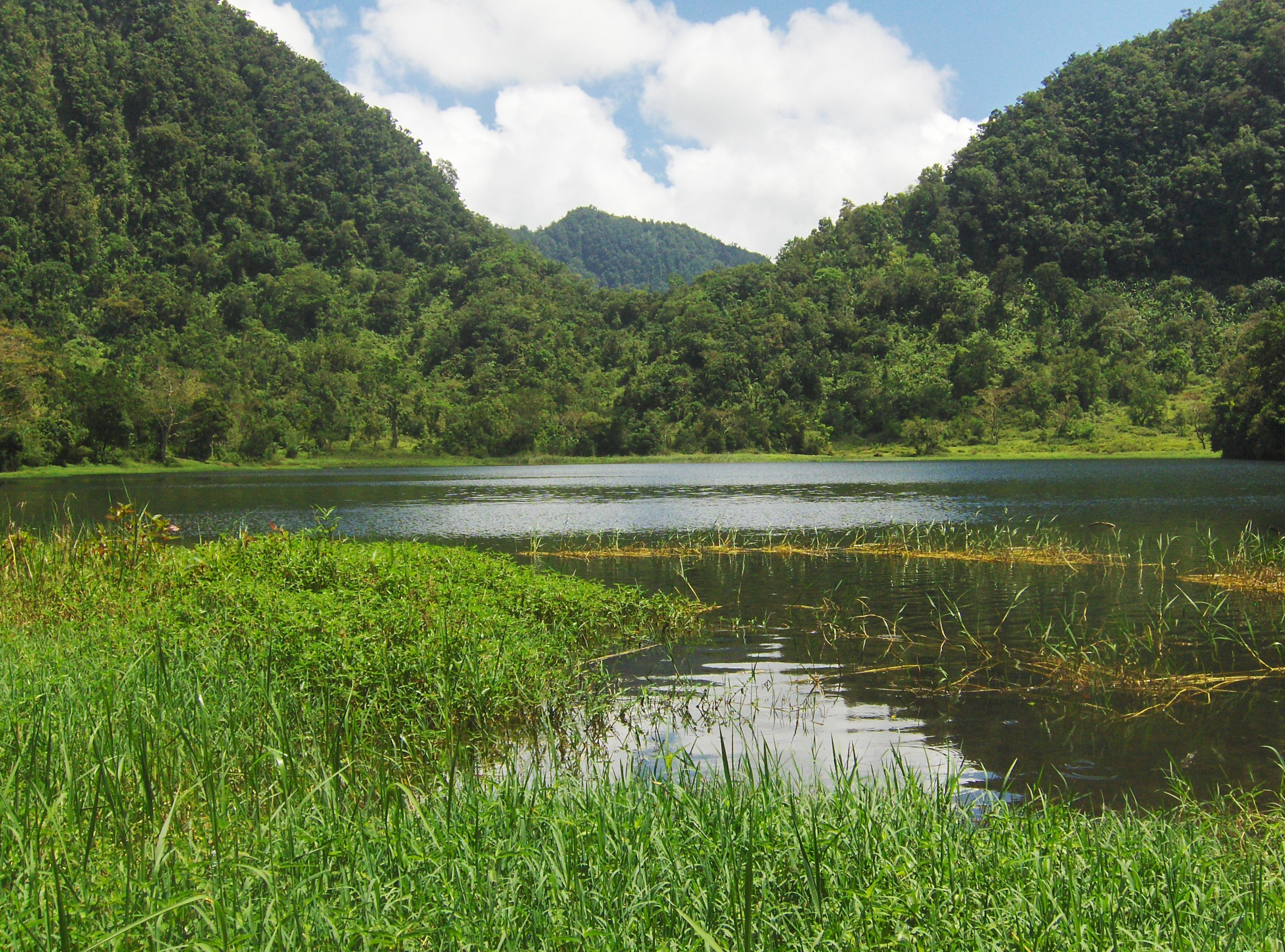
Lago Dzialandze, en el sitio Ramsar del monte Ntringui

- Lago Dziani Boudouni, 30 ha. Designado en 1995 en 12° 21′ S 43° 45′ E con el número Ramsar 717. Es un lago de cráter y uno de los pocos lagos de agua dulce de las Comoras, en la región de Djando, en la isla de Mohéli. Podría estar conectado de manera subterránea con el océano. Alberga una notable población de zampullín común y otras anátidas, jugando un papel en las especies migratorias hacia Madagascar.[8] Es sitio de importancia para las aves por BirdLife International.[9]

- El Karthala, 130 km2. Designado en 2006 en 11° 46′ S 43° 21′ E, en la parte sur de la isla de Gran Comora (Ngazidja). El Karthala es un volcán activo con un cráter de 3 km de diámetro. Sus vertientes occidental y meridional están cubiertas por una selva densa que alberga diversas especies endémicas. En las otras vertientes, la vegetación depende de la altitud y la exposición: hay bosque húmedo neblinoso, bosque seco, matorral montano y arbustos caracterizados por el género Philippia, de la familia de las ericáceas, y pastos de montaña. Entre las aves, hay especies endémicas y amenazadas como el anteojitos de la Gran Comora, el autillo de las Comores, el papamoscas de las Comoras, el drongo de la Gran Comora y el drongo de la Mayotte. Hay dos especies de mariposas amenazadas. Los incendios y la deforestación para obtener materiales de construcción ponen en peligro la zona.[10]

- Monte Ntringui, 30 km2. Designado en 2006 en 12° 10′ S 44° 25′ E, en la isla autónoma de Anjouan, la segunda mayor isla de la Unión de Comoras. Comprende el punto más alto de la isla y el cráter Dzialandzé, el cuerpo de agua dulce más grande de la isla. Alberga el endémico y en peligro crítico murciélago frugívoro de Livingstone, uno de los murciélagos frugívoros más grandes del mundo. Asimismo, vive aquí el lémur mangosta, también vulnerable, y numerosas especies endémicas de plantas y animales que dependen unas de otras. Hay varios ríos permanentes en las laderas de la montañas y es un atractivo para el turismo, pero el uso de la madera y el avance de la agricultura amenazan el lugar. En 2010, una extensión algo más grande se convierte en parque nacional.[11]

## Reservas de la biosfera
- Reserva de la biosfera de Mwali, 662 km2, de los que 290 km2 terrestres y 373 km2 marinos. Engloba toda la isla de Mohéli, la más pequeña de las Comoros, en la ecorregión del canal de Mozambique. Abarca la plataforma continental hasta una profundidad de 100 m, en la región biogeográfica marina intertropical del sudoeste del océano Índico. En el área hay 40.000 habitantes.[12]

## Zonas de importancia para las aves

Isla de Anjouan

- Montes Karthala, 142 km2, Centrado en la cima del volcán , la vegetación inalterada y una parte alterada por debajo y rodeando la cima.[6]
- Montañas de La Grille, 87,25 km². Un volcán extinto que domina el norte de Ngazidja o Gran Comora, desde la cima, el pico Saondzou, de 1087 m, hasta una altitud de 800 m.[13]
- Monte Mlédjélé, en Mohéli o Mwali, 62,5 km2. La cadena central y las laderas más altas de la isla por encima de 500 m, una carena de 8 km de longitud y una altitud de 700 m con cima en el Mzé Koukoulé, de 790 m.[14]
- Tierras altas de Ndzuani, 68,5 km2. Las zonas elevadas del centro de Ndzuani o Anjouan, consistente en cuatro macizos. El noroeste (2650 ha) incluye el pico más alto, el Ntingui, de 1595 m, sobre la capital de la isla, Mutsamudu y el lago de cráter Dzialandze, unido al macizo sur por una arista de 930 m. El bloque sur (3350 ha) incluye la cima Trindrini (1474 m), el bosque de Moya, las sierras de Hamjantro y Hasiaka, y el cráter Dzialoutsounga. Otra arista de 868 m en el paso de Nhani enlaza con el bloque oriental (350 ha), que llega a 1242 m en el monte Habakari, y otro paso de 700 m, elaza con el bloque nordeste (500 ha), que alcanza 1089 m en el monte Djadjana. El paisaje está formado por abruptos precipicios, con agudas aristas y picos y algo de bosque montano.[15]
- Lago Dziani-Boudouni, 20 hectáreas. Sitio Ramsar.